# Павлович, Дринка
Дри́нка Драгоми́ровна Па́влович (серб. Дринка Драгомира Павловић; 7 ноября 1918, Белановица — 14 мая 1943, Яинцы) — югославская учительница, участница Народно-освободительной войны Югославии.

## Биография
Родилась 7 ноября 1918 в селе Белановице близ Лига. Её отец Драгомир работал на почте, позднее переехал в Белград. Окончив школу, Дринка поступила в Педагогическую школу Белграда, однако была исключена оттуда из-за симпатий к коммунистам (она состояла в Союзе коммунистической молодёжи Югославии). Позднее перебралась в Ужице, где в 1937 году окончила Педагогическую школу. В течение всего времени обучения участвовала в рабочем молодёжном движении.
Окончив школу, Дринка переехала в Белград. Пока она искала работу, она помогала матери Зоре и работала на почте. В 1938 году она была принята в Коммунистическую партию Югославии. В итоге Дринка устроилась работать учительницей в селе Спанце близ Куршумлии, где активно занималась борьбой с неграмотностью, организовывая курсы обучения чтению и письму в селе. Усилиями Дринки были открыты библиотека и книжный зал, где было много марксистской литературы. Работала в просветительском обществе «Вук Караджич», сотрудничала с коллегами из соседних сёл, занималась также развитием искусства.
Осенью 1938 года на железнодорожном перегоне Куршумлия-Приштина инженер Войо Йеремич формировал отделение партии. В работу с этой ячейкой была включена и Дринка по просьбе Нишского горкома. В конце 1939 года на партийном съезде, где присутствовали Милинко Кушич и Светозар Вукманович, Дринка выступила с речью о проделанной культурно-просветительской и пропагандистской работе. В мае 1940 года по предложению Давида Пайича Дринка вошла в состав Куршумлийского горкома, участвуя в совещаниях в Сияринской-Бане.
После вторжения немцев Дринка осталась в Куршумлие. 22 июня 1941 года, после вторжения немцев в СССР, в районе начались массовые аресты всех сочувствующих СССР (особенно коммунистов). В первой группе арестованных была и Дринка, а самым крупным деятелем был Никодие Стоянович. Дринку удалось спасти благодаря вмешательству полицейского Сретена Младеновича, который освободил её из тюрьмы. Вскоре Дринку повторно арестовали и с группой заключённых отправили на каторгу в Ниш, в каменоломни, но учительница сбежала оттуда. Погоня немцев закончилась неудачей: Павлович скрылась на горе Ястребац, где была принята в Топлицкий партизанский отряд. В конце августа 1941 года штаб отряда направил Дринку в Ниш для подготовки местного населения к борьбе с оккупантами.
Храбрая учительница прибыла в Ниш в сентябре 1941 года, работая с курьером Нишского горкома Радомиром Спасичем. Проживала под именем Даницы Милькович, учительницы из Срема. Занимаясь домохозяйством в дневное время, Дринка по ночам работала в типографии, изготавливая около полутора тысяч листовок в течение двух-трёх дней. Листовки рассылались Сврлишскому, Озренскому, Бабицкому и Кукавицкому партизанским отрядам, а также представителям сербских горкомов Пусте-Реке, Пирота, Заечара, Топлицы, Ястребца и даже руководителям горкомов в Македонии.
В апреле 1942 года Дринку арестовали вместе с Глигорие Дикличем и Василие Бухой, но оба они сбежали из тюрьмы. Глигорие пытался помочь Дринке выбраться вместе с подругой, составив несколько фальшивых бумаг для полицейских и подбросив их в участок. Однако один продавец из Куршумлии опознал Дринку, которая пыталась уйти из Ниша, и рассказал об этом четникам Косты Печанаца. Учительница была арестована в четвёртый раз и отправлена в полицию, где её неоднократно избивали во время допросов. В конце концов, полиция сумела доказать, что документы на имя Даницы Милькович сфальсифицированы.
Во второй половине апреля Дринку отправили в Белград, где прошло слушание по делу о заговоре в Нише. Дринку отправили в концентрационный лагерь Баница, где она встретилась с младшей сестрой Даринкой Павлович, которая была арестована в том же месяце. Даринка была курьером Верховного штаба НОАЮ и использовала псевдоним «Плава Вера» (серб. Синяя Вера).
В мае 1943 года обеим сёстрам был вынесен смертный приговор. В отношении Дринки его привели в исполнение 14 мая, а в отношении Даринки 25 мая. В день расстрела Дринки аналогичный приговор был применён в отношении Елены Четкович, Олги М. и Олги Т. Йовановичей, Славки Джурджевич-Джуричич, Кристины Ковачевич и многих других. Перед казнью Дринка просила подруг не плакать и не скорбеть по поводу своей гибели.
Указом Председателя ФНРЮ Иосипа Броза Тито 6 июля 1953 года Дринке Павлович было присвоено звание Народного героя Югославии. В послевоенные годы в селе Белановицы обеим сёстрам был поставлен памятник. Имя Дринки носят Белградская основная школа на Косовской улице и детский дом на улице Косты Главинича.